# Tana-Stummelaffe
Der Tana-Stummelaffe (Piliocolobus rufomitratus) ist eine Primatenart aus der Gruppe der Stummelaffen.
Tana-Stummelaffen sind wie alle Stummelaffen schlank gebaut und haben einen langen Schwanz und einen rückgebildeten Daumen. Ihr Fell ist am Rücken schwarzgrau und am Bauch hellgrau gefärbt. An der Oberseite des Kopfes befindet sich eine rote Kappe.
Diese Primaten kommen nur in Kenia vor, wo sie in Waldgebieten am Unterlauf des Tana-Flusses leben. Ihr Lebensraum sind die teilweise überfluteten Flusswälder.
Tana-Stummelaffen sind tagaktiv und halten sich meist auf den Bäumen auf. Sie leben in Gruppen von bis zu 30 Tieren, im Gegensatz zu vielen anderen Roten Stummelaffen sind dies keine Mehrmännchengruppen. Vielmehr leben oft nur ein oder zwei Männchen mit etlichen Weibchen und den dazugehörigen Jungtieren zusammen. Diese Primaten sind Pflanzenfresser, die in erster Linie junge Blätter fressen, aber auch Früchte, Samen, Knospen und Blüten zu sich nehmen. Wie alle Stummelaffen haben sie einen mehrkammerigen Magen zur besseren Verwertung der schwer verdaulichen Pflanzennahrung.
Der Tana-Stummelaffe hat ein kleines Verbreitungsgebiet, das starken Einflüssen und Regulierungsmaßnahmen durch den Menschen ausgesetzt ist. Durch Lebensraumzerstörung und Bejagung sind die Bestände stark zurückgegangen, eine Schätzung aus 1994 beziffert die Gesamtpopulation auf 1100 bis 1300 Tiere. Die IUCN listet die Art als „vom Aussterben bedroht“ (critically endangered). Wichtigstes Rückzugsgebiet ist die Tana River National Primate Reserve.